# Relationer mellan Sverige och Ukraina
Relationer mellan Sverige och Ukraina syftar på de bilaterala relationerna mellan Sverige och Ukraina i olika intressefrågor. Officiellt har de nuvarande relationerna pågått sedan Ukrainas frigörelse från Sovjetunionen 1991, men det finns äldre historiska band mellan Sverige och Ukraina.

## Historiska relationer

### Handelsmän från de rusiska furstendömena på 1100- och 1200-talen
På 1100- och 1200-talen fanns det i Sigtuna och på Gotland rusiska handelsmän. Vid Stora torget i Visby låg en rysk handelsgård med kyrka, vars grundmurar grävdes fram på 1970-talet.
Handeln hade en avgörande betydelse för de rusiska furstendömena. Utrikeshandeln var relativt välutvecklad och utgjorde en viktig del i de rusiska furstendömenas ekonomi. Floden Dnepr förband Kievriket med Bysans. Köpman färdades från Kiev till Mähren, Tjeckien, Polen, Sydtyskland; från Novgorod och Polotsk och över Östersjön till Skandinavien, och längre västerut.
Från Kievriket exporterades skinn, vax, honung, tjära, lin och lintyg, silversaker, sländor av rosa skiffer, vapen, lås, bensniderier mm. Det som importerades var lyxvaror, frukt, kryddor, färger mm. Furstarna försökte försvara de rusiska köpmännens intressen genom att sluta särskilda avtal med andra länder i ett försökt att skydda köpmännen från förluster.

### Karl XII och Mazepa

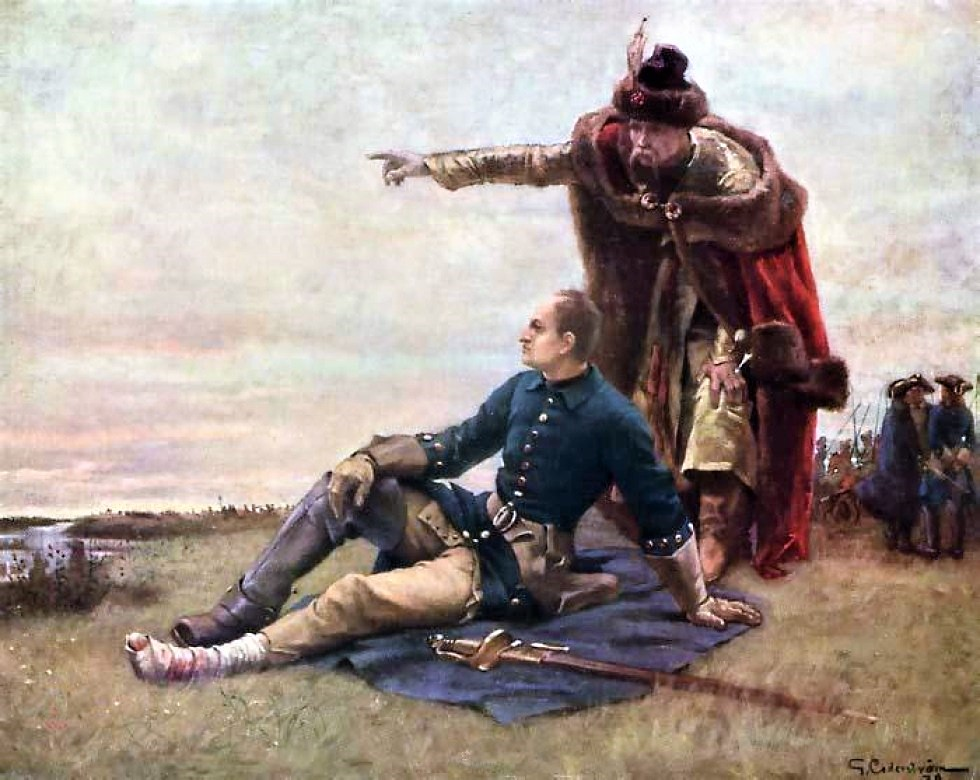
Karl XII och Ivan Mazepa efter förlusten vid Poltava 1709. Av Gustaf Cederström

Karl XII stred under Stora nordiska kriget mot Ryssland under tsar Peter den Store. När den svenska armén började närma sig Lillryssland (del av dagens Ukraina) beslöt hetman Ivan Mazepa att söka upp svenskarna, och den 28 oktober 1708 slöt han en allians med Karl XII. Men endast 3 000 av kosackerna förblev lojala med Mazepa. Resten anslöt sig till Peter I. Ryssarna hämnades genom att den 2 november 1708 under Alexander Mensjikov bränna ner Mazepas huvudstad Baturin och dräpa dess invånare. Då Ivan Mazepa dog i Karl XII:s läger i Bender blev han 1709 efterträdd av Filip Orlik, som skrev en zaporizjakosackisk författning, den så kallade Benderförfattningen av 1710, som är en av de äldsta demokratiska författningarna i Europa. Han blev tillsammans med en grupp på cirka 40 zaporizjakosacker inbjuden att bosätta sig i Sverige av Karl XII efter vistelsen i Bender. Zaporizjakosackerna var Sveriges allianspartner under stora nordiska kriget 1700–1721. Kosackerna kom till Sverige 1716 och slog sig ner i Kristianstad. De hör till de första "ukrainska" invandrarna i Sverige.

### Gammalsvenskby
Gammalsvenskbys befolkning kom ursprungligen från Dagö i dagens Estland, som till 1721 var en del av Sverige. En rättslig tvist med den svenske godsägaren Stenbock på Dagö löstes så att de berörda Dagöborna, cirka 1 000 personer, anvisades cirka 13 000 hektar mark av den ryska kejsarinnan Katarina II i det då kallade Nyryska guvernementet i södra Ukraina, vilket ryssarna just erövrat från turkarna.
Flytten från Dagö började i augusti 1782, och man anlände till det anvisade området nio månader senare efter en lång och mycket strapatsrik vandring under vilken mer än hälften, främst barn och äldre, hade dukat under av köld och sjukdomar. När de anlände fann de inte några spår av de hus som hade utlovats skulle stå klara för dem. Av de som överlevde vandringen dukade sedan många under, eftersom de var ovana jordbrukare, ty flertalet på Dagö hade varit fiskare.
Efter Sovjetunionens fall har kontakterna med Sverige återupprättats. I dag har byn 150–200 invånare av svenskt ursprung. Endast några få av dem talar ännu i dag flytande svenska. Visst ekonomiskt stöd har getts av Svenska kyrkan och av Gotlands kommun. Gotland skrev den 15 april 2001 ett vänortsavtal med byn. År 1996 grundades i den närbelägna staden Kachovka Chumak ett svenskägt företag, som producerar matolja, ketchup och livsmedelskonserver.

### Minnesmärken

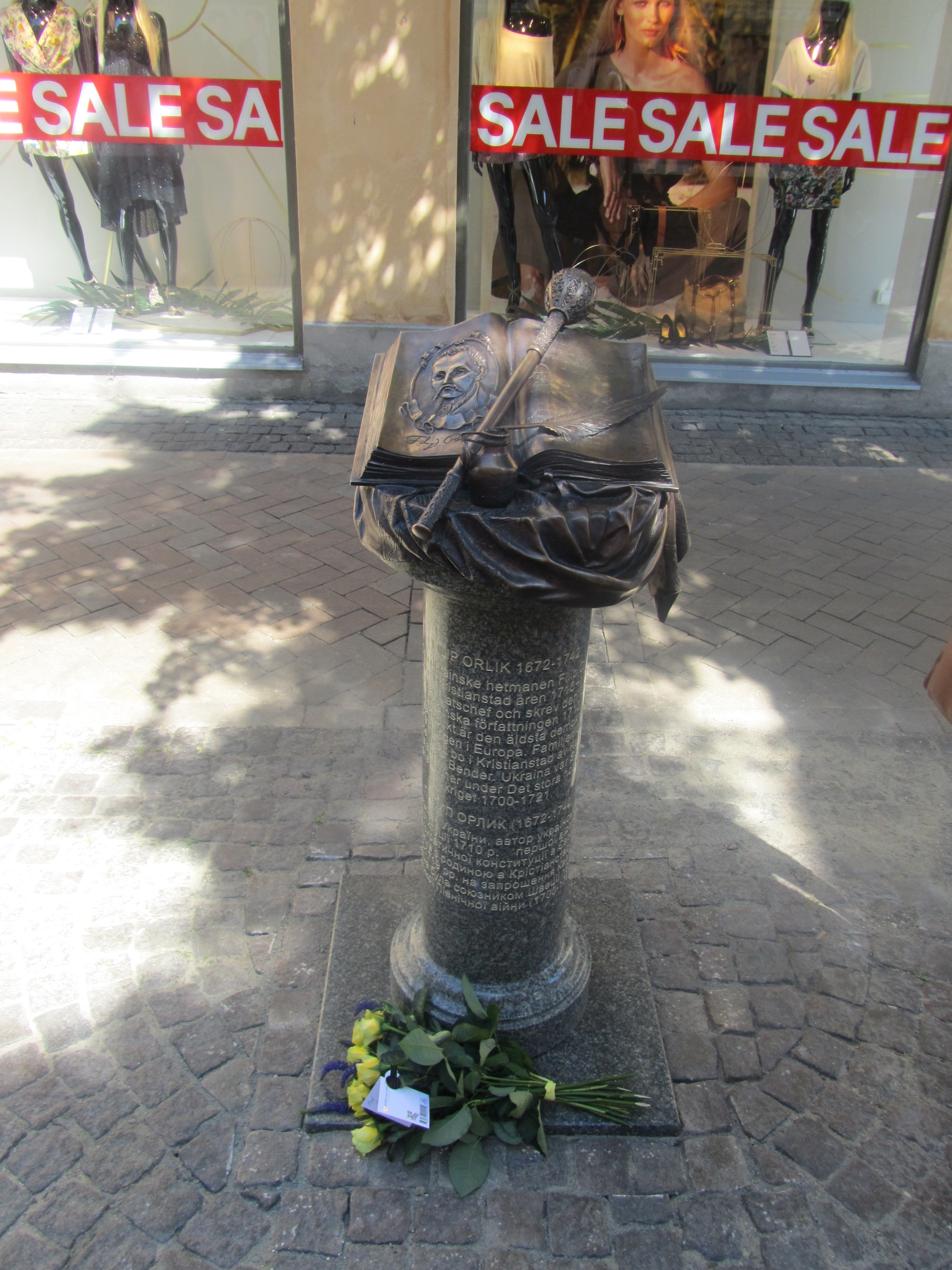
Minnesmärke för Filip Orlik i Kristianstad

Följande är ett urval på minnesmärken som under åren avtäckts som påminnelser och svensk-ukrainska relationer:
- Minnesmärke över Filip Orlik i Kristianstad

## Ekonomiska förbindelser
Sverige och Ukraina har relativt starka ekonomiska band. Sverige exporterade under 2021 varor och tjänster till Ukraina för ca 4,8 miljarder svenska kronor, och importerade för cirka 1,1 miljarder kronor.

## Militära relationer
2015 slöts ett avtal om fördjupat försvarssamarbete där Sverige skulle bistå stödinsatsen UNIFIER, där man utbildade ukrainska soldater och militärpoliser i exempelvis ammunitionshantering. Detta inbegrep att svensk militär personal baserades i Ukraina. I december 2021 träffade Sverige och Ukraina ett nytt avtal om ytterligare fördjupat försvarssamarbete. Dessutom fattade Sveriges riksdag den 27 februari 2022, sedan Rysslands invasion av Ukraina inletts, beslut om att ge direkt stöd till Ukraina och Ukrainas försvarsmakt. Denna hjälp inbegrep bland annat 5000 Pansarskott m/86, 5000 hjälmar, 5000 skyddsvästar samt 135 000 fältransoner. Detta stöd har följts av flera hjälppaket med bland annat luftvärn och vinterutrustning. Myndigheten för samhällsskydd och beredskap har utbildat sjukvårdsinstruktörer till den ukrainska försvarsmakten.

## Lista över besök
| Gäst                 | Värd                        | Plats | Datum              |
| -------------------- | --------------------------- | ----- | ------------------ |
| Kung Carl XVI Gustaf | President Viktor Jusjtjenko | Kiev  | 1 - 4 oktober 2008 |